# П-400

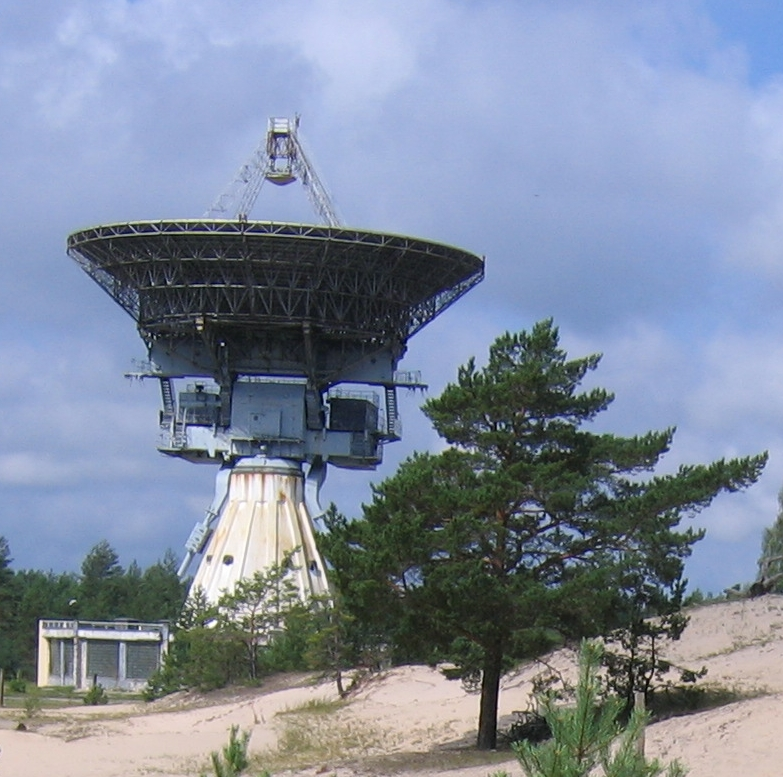
Приймальна антена П-400 в Ірбень, Латвія

П-400 — серія радянських високоточних радіотелескопів далекого космічного зв'язку в ДМ і СМ діапазонах хвиль.
Наприкінці 60-х і початку 70-х рр. завдяки розвитку методів формостабілізації конструкції дзеркальних систем і розробці спеціальних оптико-механічних методів юстирування і контролю поверхні були створені у Радянському Союзі дзеркальні системи діаметрів 32 метри (РТ-32). На базі типової конструкції дзеркала РТ-32 створені антени далекого космічного зв'язку П-400 (приймальня) і П-400П (передавальна), що забезпечують одночасну роботу в ДМ та СМ діапазонах хвиль.

## Конструкція
Антена виконана за двохдзеркальною схемою з параболічним профілем рефлектора. До складу кожної антени входять:
- Дзеркало діаметром 32 м;
- Контррефлектор;
- Опромінюються система;
- Хвилеводні тракти;
- Опорно-поворотний пристрій;
- Електросиловий привід; датчики кутів;
- Апаратура наведення;
- Кабіни для розміщення радіопередавальної апаратури.

Конструкція дзеркала складається з опорної підстави, каркаса і відбивних щитів, що встановлюються на регулювальних опорах. Каркас і підстава виконані зі сталі з точністю ± 10 мм, а щити з алюмінієвих сплавів.
Нерухомою опорною підставою опорно-поворотного пристрою є вежа-фундамент — залізобетонна будівля у вигляді порожнистої зрізаної дванадцятигранної піраміди, фундаментом якої служить монолітна плита, що забезпечує стабільність усієї антенної системи. Усередині башти-фундамента розташовуються механізми та електрорадіобладнання. Для розміщення радіоапаратури додатково передбачено кабіни на деталі опорно-поворотного пристрою, що обертається в безпосередній близькості від дзеркала.
Обертання антени забезпечується опорно-поворотним пристроєм баштового типу з великою базою між підшипниками вертикальної осі. Опорно-поворотний пристрій азимутальній-угломестного типу з пересічними взаємно перпендикулярними осями дозволяє наводити антену у вертикальній (угломестной) площині в межах — 2… +105 ° і в горизонтальній (азимутальній) площині ± 330 °.
Дзеркальна система обертається щодо виконавчих осей за допомогою азимутальних і угломестних електромеханічних приводів з плавно змінними кутовими швидкостями. Приводи наведення розраховані на роботу при швидкостях вітру до 25 м / с. Управління електроприводами здійснюється 2-канальною схемою; кожному кінематичному ланцюгу приводу відповідає свій канал керування.
Система наведення антени може функціонувати в режимах:
- Напівавтоматичного управління з куті;
- Напівавтоматичного управління за швидкістю;
- Програмного керування.

Включення відповідного режиму здійснюється пультом керування.
Електроустаткування працює від мережі трифазного змінного струму напругою 380 В і частотою 50 Гц.
У антени П-400П застосований коаксіально-хвилеводних опромінювач, центральний хвилевід якого є випромінювачем РМ діапазону, а зовнішня труба — ДМ.
У антени П-400 використовується гіперболічний контррефлектор діаметром 4,5 м (~ 15λ), а в антені П-400П — плоский контррефлектор малих електричних розмірів (5 … 6 λ), розміщений у ближньому полі опромінювача на відстані, сумірною з довжиною хвилі, що дозволяє при збереженні ефективного використання поверхні дзеркала значно зменшити деформації дзеркальної системи.
Каналізація енергії від входу опромінювача до приймальних пристроїв в обох антенах здійснюється коаксіальним трактом у ДМ діапазоні і хвилеводні у РМ діапазоні. До передавальних пристроїв енергія каналізує хвилеводів в РМ і ДМ діапазонах.

## Характеристики
Антена П-400 забезпечує одночасну роботу на прийом і передачу в діапазонах λ = 2; 3,5; 4; 5; 6 см, а антена П-400П — в діапазонах λ = 5; 6; 32; 39 см.
Після регулювання положення відбивних щитів дзеркала отримана середньоквадратична точність формування поверхні, що відбиває 0,5 мм. Від дії гравітаційних та вітрових навантажень СКО збільшується до 1,3 мм, що дозволяє використовувати антену на хвилях до 2 см.
Опромінювальна система антени П-400 містить пірамідальний рупор великої електричної довжини і збудники ДМ і РМ діапазонів. У РМ діапазоні расфазіровка поля в розкриву перевищує 2π в результаті чого ширина ДН постійна в широкому діапазоні частот. Це дозволяє забезпечити роботу від λ = 30 см до λ = 2 см при зміні збудника РМ діапазону.
Антена П-400П в Євпаторії є одним з найпотужніших передавачів космічного зв'язку в Європі.

## Сучасний стан
Антена П-400П у Євпаторії: Запропоновано створення без особливих капітальних вкладень імпульсного радіолокатора на основі радіотехнічних систем Національного центру управління та випробування космічних засобів (АДУ-1000 (приймальня антена) і П-400 (випромінює антена)) України для прогнозу астероїдної небезпеки, каталогізації космічного сміття, дослідження сонячної корони, навколосонячної і міжпланетної плазми, а також для радіоастрономічних досліджень далекого космосу. Показано, що при використанні великогабаритних антен АДУ-1000 та П-400 такий радіолокатор при довжині хвилі близько 30 см на висотах близько 100 км виявляє об'єкти з мінімальними розмірами близько 0,7 см.
Антена П-400П в Уссурійську: 44°1′13.31″ пн. ш. 131°45′22.13″ сх. д. / 44.0203639° пн. ш. 131.7561472° сх. д. планується відновлення антени і підготовка до управління КА «Фобос-Ґрунт», доробка антени для робіт на нових діапазонах радіочастот. Встановлення передавача Х-діапазону з потужністю не менше 10 кВт. Антенна система П-400 буде застосовуватися як резервна при неможливості використання РТ-70.